# KARNA (группа)
«KARNA» — украинская рок-группа, созданная в 1997 году в Ивано-Франковске. Вокалистом группы является Алексей Ярош.

## История
В апреле 1997 года в Ивано-Франковске бассист Виктор «Гоблин» Вдович собрал группу из трёх человек, которую назвал «KARNA». Стилем творчества группы стал folk metal, сами же участники группы позиционировали его как «украинский альтернатив-ню метал».
В 1998 году группа получила 3-е место в отборочном туре на фестивале «Червона Рута», осенью 2000 года «KARNA» заняла уже 1-е место на этапе отбора. Летом 2001 года команда получила диплом финалистов фестиваля.
Спустя год группа участвует на фестивале «Тарас Бульба-2002», где становится дипломантом, а на следующий год на этом же фестивале получает гран-при.
В 2003 году выходит дебютный альбом группы «Летимо», а в 2010 году команда выпускает свой второй альбом «KARNA».
10 сентября 2010 года гитарист Владислав Ярун заявил про конец существования группы, в связи с проблемами с алкоголем у некоторых участников группы, а также из-за напряжённых отношений внутри коллектива. Однако остальные участники проекта создали новую группу «ExKarna», гитаристом которой стал Андрей Демьянов. Спустя некоторое время группа изменила название на «Mol’fa».
В 2013 году «KARNA» возобновила свою деятельность. В состав группы вошли некоторые старые участники, а также бывший фронтмен группы «Н.Три», вокалист Алексей Шманёв. В это же время группа стала называть стиль своей деятельности собственным термином «гуцул-метал».
В июне 2014 года выходит первый сингл коллектива в обновлённом составе «За тебе кров моя». Первый видеоклип возрождённой группы вышел в 2016 на песню «Маленька», а в 2017 — на песню «Party на Прикарпатті», который был признан лучшим метал-видео Украины в 2017 году по версии «The Best Ukrainian Metal».
17 ноября 2017 года вышел третий альбом группы «Гуцул-метал», который вошёл в топы iTunes и Google Play.
19 апреля 2019 года Алексей Шманёв покинул группу, а его место занял Алексей Ярош.

## Состав группы

### Текущий состав
- Алексей Ярош — вокал (2002—2010; 2019 — настоящее время)
- Владислав Ярун — гитара, бэк-вокал (1997—2010; 2013 — настоящее время)
- Павел Корсун — бас, бэк-вокал (2015 — настоящее время)
- Олег Белоус — барабаны (? — 2010; 2013 — настоящее время)

### Бывшие участники
- Алексей Шманёв — вокал (2013—2019)
- Максим Маслак — бас
- Анна Добрыднева — клавиши, бэк-вокал
- Виктор Вдович — бас
- Владислав Мельник — вокал
- Николай Червонецкий — барабаны
- Андрей Михайлов — барабаны

## Дискография

### Альбомы
- «Летимо» (2003)
- «KARNA» (2010)
- «Гуцул-метал» (2017)
- «Гуцулізейшн» (2024)

### Синглы
- «За тебе кров моя» (2014)
- «Чекати буду» (2015)
- «Полтергейст» (2016)
- «Маленька» (2016)
- «Прометей» (2019)
- «ARKAN» (2019)
- «Синевир» (2021)
- «Двоє (Фантом 2)» (2021)
- «Бойко» (2021)
- «Добрий вечір» (2021)
- «Мама Галичина» (2022)

## Видеография
- «Ми будемо разом» (2008)
- «Ті, що танцюють на голові» (2008)
- «В обіймах сплячого сонця» (2009)
- «За тебе кров моя» (2014)
- «Маленька» (2016)
- «Party на Прикарпатті» (2017)
- «Вітролом» (2019)
- «ARKAN» (2019)
- «Прометей» (2019)
- «СИНЕВИР» (2021)
- «Двоє (Фантом-2)» (2021)
- «Добрий вечір!» (2021)
- «Мама Галичина» (2022)